# Jeroen Mul
Jeroen Mul (ur. 14 czerwca 1990 w Amsterdamie) – holenderski kierowca wyścigowy.

## Kariera
Mul rozpoczął karierę w wyścigach samochodowych w na przełomie 2006 i 2007 roku w Dutch Winter Endurance Series, gdzie był ósmy w klasyfikacji generalnej. W latach 2007–2009 startował w Formule Ford. Po dwóch siódmych pozycjach w klasyfikacji kierowców, zdołał zdobyć tytuł wicemistrzowski w Formule Ford Duratec Benelux. Później odniósł jeszcze sukces w Północnoeuropejskim Pucharze Formuły Renault 2.0, gdzie ostatecznie stanął na najniższym stopniu podium.
Od 2012 roku Holender pojawia się na starcie Porsche Supercup oraz Niemieckiego Pucharu Porsche Carrera. W pierwszym sezonie startów z dorobkiem 42 punktów uplasował się na 12 lokacie w klasyfikacji generalnej Porsche Supercup. Rok później uzbierane 27 punktów dało mu czternastą pozycję w klasyfikacji generalnej.

## Statystyki
| Sezon     | Seria                                         | Zespół                     | Wyścigi | Zwycięstwa | PP | NO | Podium | Punkty | Pozycja |
| --------- | --------------------------------------------- | -------------------------- | ------- | ---------- | -- | -- | ------ | ------ | ------- |
| 2006/2007 | Dutch Winter Endurance Series                 |                            | 5       | 0          |    |    | 1      | 54     | 8       |
| 2007      | Holenderska Formuła Ford 1800                 |                            | 4       | 0          | 0  | 0  | 1      | 49     | 8       |
| 2007      | Formule Ford Zetec Benelux                    |                            |         |            |    |    |        | 37     | 7       |
| 2007      | Formula Gloria Netherlands                    |                            |         |            |    |    |        | 166    | 2       |
| 2008      | Formula Ford Duratec Benelux                  | Stuart Racing              | 14      | 0          | 0  | 1  | 1      | 116    | 7       |
| 2008      | Festiwal Formuły Ford – Duratec – Pre finals  | Stuart Racing              | 2       | 0          | 0  | 0  | 0      | 0      | NS      |
| 2008      | Formula Gloria Netherlands                    |                            | 2       |            |    |    |        | 22     | 18      |
| 2008      | Festiwal Formuły Ford – Duratec Class         |                            | 1       | 0          | 0  | 0  | 0      | N/A    | 16      |
| 2008      | Formula Gloria Netherlands – B4 Cup           |                            |         |            |    |    |        | 12     | 9       |
| 2008/2009 | Dutch Winter Endurance Series                 |                            | 1       | 0          |    |    | 0      | 0      | NS      |
| 2009      | Formuła Ford Duratec Benelux                  | Van Amersfoort Racing      | 14      | 0          | 1  | 1  | 6      | 148    | 2       |
| 2009      | Duńska Formuła Ford                           |                            | 2       | 0          | 0  | 0  | 2      | 0      | NS†     |
| 2009/2010 | Dutch Winter Endurance Series                 | MPO Match                  | 1       | 0          | 0  | 0  | 0      |        | 157     |
| 2010      | Północnoeuropejski Puchar Formuły Renault 2.0 | Van Amersfoort Racing      | 19      | 2          | 3  | 4  | 6      | 304    | 3       |
| 2011      | ATS Formel 3 Cup                              | Van Amersfoort Racing      | 18      | 0          | 0  | 0  | 0      | 18     | 10      |
| 2012      | Niemiecki Puchar Porsche Carrera              | Team Bleekemolen           | 4       | 0          | 0  | 0  | 0      | 0      | NS      |
| 2012      | Porsche Supercup                              | Team Bleekemolen           | 10      | 0          | 0  | 0  | 0      | 42     | 12      |
| 2012/2013 | Dutch Winter Endurance Series                 | Sotrax Albert Motorsport   | 1       | 0          |    |    | 1      | 16     | 120     |
| 2013      | Porsche Supercup                              | Team Bleekemolen           | 9       | 0          | 0  | 0  | 0      | 27     | 14      |
| 2013      | Niemiecki Puchar Porsche Carrera              | Team Bleekemolen           | 4       | 0          | 0  | 0  | 0      | 0      | NS      |
| 2014      | Formuła Acceleration 1                        | Team Ghinzani              | 2       | 0          | 0  | 0  | 0      | 6      | 21      |
| 2014      | Dunlop 24H Dubai – A6-Am                      | rhino’s Leipert Motorsport | 1       | 0          | 0  | 0  | 1      | N/A    | 2       |